# Steven Pressfield

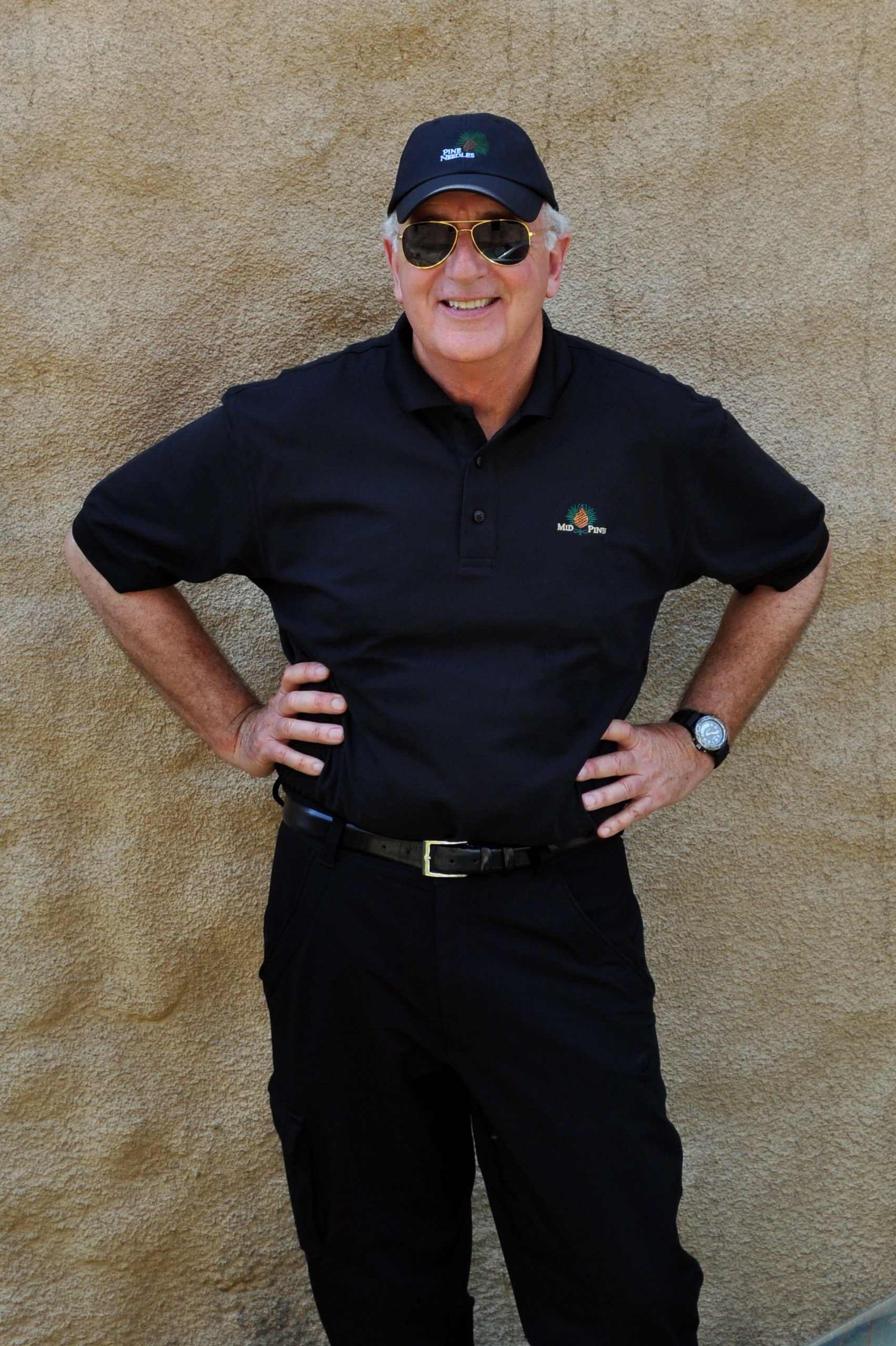
Steven Pressfield (2011)

Steven Pressfield (* 1. September 1943 in Port of Spain, Trinidad) ist ein amerikanischer Roman- und Drehbuchautor.

## Leben
Seinen Durchbruch als Autor schaffte Pressfield 1995 mit Die Legende des Bagger Vance. Die Geschichte beruht auf der Bhagavad Gita, einer zentralen Schrift des Hinduismus. 2000 wurde der Roman als Die Legende von Bagger Vance mit Matt Damon und Will Smith in den Hauptrollen verfilmt.
Pressfield schrieb zudem mehrere Romane über das Antike Griechenland.

## Werke

### Drehbücher
- 1986: King Kong lebt (King Kong lives)
- 1988: Nico
- 1990: Die totale Erinnerung – Total Recall (Total Recall), mit Gary Goldman, Ronald Shusett und Dan O’Bannon
- 1992: Freejack – Geisel der Zukunft (Freejack), mit Ronald Shusett und Dan Gilroy
- 1993: Barett – Das Gesetz der Rache (Joshua Tree)
- 1995: Separate Lives – Tödliches Doppelleben (Separate Lives)

### Sonstige Bücher
- The Legend of Bagger Vance. 1995. (deutsch: Die Legende von Bagger Vance. Reinbek bei Hamburg, 2001.)
- Gates of Fire. 1998. (deutsch: Sparta. Goldmann, München 2001.)
- Tides of War. 2000. (deutsch: Der Athener. Goldmann, München 2002.)
- The Virtues of War. 2000.
- Last of the Amazons. 2002. (deutsch: Die Königin der Amazonen. Goldmann, München 2003.)
- The War of Art. Break Through the Blocks and Win Your Inner Creative Battles. 2002.
- The Afghan Campaign. 2006.
- Killing Rommel. 2008.
- The Profession. 2011.
- Do the Work. 2011.
- Turning Pro. Tap Your Inner Power and Create Your Life's Work. 2012.